# Liste der Klassischen Philologen an der Universität des Saarlandes
Die Liste der Klassischen Philologen an der Universität des Saarlandes zählt namhafte Hochschullehrer dieses Faches auf, die an der Universität des Saarlandes in Saarbrücken wirkten und wirken.
Das Institut für Klassische Philologie wurde ein Jahr nach der Gründung der Universität eingerichtet (1949) und von zwei ordentlichen Professoren geleitet. Die beiden planmäßigen Professuren existierten bis 1999 nebeneinander. Seit 2000 existiert nur noch ein ordentlicher Lehrstuhl, den bis 2021 Peter Riemer innehatte. Neben ihm wirken ein außerplanmäßiger Professor, drei Wissenschaftliche Mitarbeiter und mehrere Lehrbeauftragte.

## Liste der Klassischen Philologen
Angegeben ist in der ersten Spalte der Name der Person und ihre Lebensdaten, in der zweiten Spalte wird der Eintritt in die Universität angegeben, in der dritten Spalte das Ausscheiden. Spalte vier nennt die höchste an der Universität des Saarlandes erreichte Position. An anderen Universitäten kann der entsprechende Dozent eine noch weitergehende wissenschaftliche Karriere gemacht haben. Die nächste Spalte nennt Besonderheiten, den Werdegang oder andere Angaben in Bezug auf die Universität oder das Institut. In der letzten Spalte stehen Bilder der Dozenten.
| Wissenschaftler                | von  | bis  | Funktionen                  | Bemerkungen | Bild |
| ------------------------------ | ---- | ---- | --------------------------- | --- | ---- |
| Rudolf Stark (1912–1966)       | 1949 | 1966 | Professor                   | erster Professor für Klassische Philologie, Spezialist für griechische Philosophie (Platon, Aristoteles) und Rhetorik |      |
| Ernst Zinn (1910–1990)         | 1951 | 1956 | Professor                   | erster Inhaber der zweiten Professur, Spezialist für die Rezeption der antiken Literatur; wechselte nach Tübingen |      |
| Helene Homeyer (1898–1996)     | 1951 | 1963 | außerplanmäßige Professorin | Wissenschaftliche Assistentin, 1955 habilitiert (in Tübingen), im selben Jahr umhabilitiert nach Saarbrücken, 1957 Privatdozentin, 1961 außerplanmäßige Professorin, 1963 im Ruhestand                                                                                   |      |
| Heinrich Dörrie (1911–1983)    | 1957 | 1961 | Professor                   | Nachfolger Zinns, Platon-Forscher; wechselte nach Münster |      |
| Peter Steinmetz (1925–2001)    | 1961 | 1990 | Professor                   | zunächst Assistent, 1964 habilitiert, 1968 apl. Prof; Spezialist für griechische Philosophie und Patrologie |      |
| Robert Schröter (1921–2014)    | 1962 | 1968 | Professor                   | Nachfolger Dörries, Spezialist für die griechische Epik und Varro; wechselte nach Bochum |      |
| Carl Werner Müller (1931–2018) | 1963 | 1999 | Professor                   | zunächst Assistent, 1970 habilitiert, 1972 zum Professor ernannt, 1978 Nachfolger Lendles, 1999 emeritiert; Spezialist für griechische Literatur von der Frühzeit bis zum Hellenismus, zur Rezeption der antiken Literatur und zur Geschichte der Klassischen Philologie |      |
| Bernd Manuwald (* 1942)        | 1966 | 1981 | Assistenzprofessor          | Wissenschaftlicher Assistent, 1972 Assistenzprofessor; wechselte nach Würzburg |      |
| Otto Lendle (1926–1999)        | 1967 | 1977 | Professor                   | Nachfolger Starks, Spezialist für christliche Heiligenviten (Hagiographie); wechselte nach Marburg |      |
| Hans-Otto Kröner (1928–2015)   | 1969 | 1970 | Privatdozent                | wechselte nach Trier |      |
| Clemens Zintzen (1930–2023)    | 1969 | 1972 | Professor                   | Nachfolger Schröters, Spezialist für lateinische Literatur der Kaiserzeit und Spätantike; wechselte nach Köln |      |
| Klaus Schöpsdau (1940–2016)    | 1970 | 2006 | außerplanmäßiger Professor  | Akademischer Rat und Oberrat, seit 2001 außerplanmäßiger Professor; Platon-Spezialist |      |
| Eckard Lefèvre (* 1935)        | 1974 | 1977 | Professor                   | Nachfolger Zintzens, Spezialist für die römische Komödie und augusteische Literatur; wechselte nach Freiburg im Breisgau |      |
| Woldemar Görler (1933–2022)    | 1980 | 1999 | Professor                   | Nachfolger Lefèvres, Spezialist für hellenistisch-römische Philosophie, lateinische Dichtersprache, Erzähltheorie, antikes Theater |      |
| Peter Riemer (* 1955)          | 2000 | 2021 | Professor                   | Nachfolger von Görler (und Müller); Spezialist für griechische Tragödie und römische Komödie |      |
| Christoph Kugelmeier (* 1965)  | 2000 |      | außerplanmäßiger Professor  | 2000 Wissenschaftlicher Assistent; 2002 Habilitation und Hochschuldozent; 2010 außerplanmäßiger Professor. Spezialist für die griechische Komödie und die römische Tragödie der Kaiserzeit (Seneca)                                                                      |      |

## Lehrstuhlinhaber
Erste Professur (Schwerpunkt Gräzisitik):
1. Rudolf Stark (1949–1966)
2. Otto Lendle (1967–1977)
3. Carl Werner Müller (1978–1999)

Zweite Professur (Schwerpunkt Latinistik):
1. Ernst Zinn (1951–1956)
2. Heinrich Dörrie (1957–1961)
3. Robert Schröter (1962–1968)
4. Clemens Zintzen (1969–1972)
5. Eckard Lefèvre (1974–1977)
6. Woldemar Görler (1980–1999)
7. Peter Riemer (2000–2021)